# Une prostituée au service du public et en règle avec la loi
Pour plus de détails, voir Fiche technique et Distribution.
Une prostituée au service du public et en règle avec la loi (Una prostituta al servizio del pubblico e in regola con le leggi dello stato) est un film franco-italien réalisé par Italo Zingarelli et sorti en 1971.
Giovanna Ralli a reçu la Grolla d'oro de la meilleure actrice pour sa prestation dans le film.

## Synopsis
Oslavia est une prostituée mère de deux enfants. Alors que son ex-mari l'avait entraînée dans la prostitution, elle s'est émancipée de sa tutelle et poursuit son activité de son propre chef. Elle rencontre bientôt François Coly, un italo-français qui tombe amoureux d'elle et propose de l'épouser. Méfiante, elle se met à enquêter sur lui.

## Fiche technique
Sauf indication contraire, les informations mentionnées dans cette section peuvent être confirmées par la base de données cinématographiques Unifrance,  présente dans la section « Liens externes ».
- Titre français : Une prostituée au service du public et en règle avec la loi[3]
- Titre original italien : Una prostituta al servizio del pubblico e in regola con le leggi dello stato[4]
- Réalisation : Italo Zingarelli
- Scenario : Barbara Alberti, Amedeo Pagani (it), Italo Zingarelli
- Photographie :	Mario Montuori
- Montage : Sergio Muzzi
- Chansons : Vorrei che fosse amore (Amurri-Canfora) chantée par Mina, Rose rosse (Polito-Bigazzi) chantée par Massimo Ranieri, La bambola blu chantée par Orietta Berti, Soli si muore, L'eternità et Il concerto in Do Minore per Oboe e Archi de Benedetto Marcello
- Décors : Enzo Bulgarelli
- Production : Roberto Palaggi
- Société de production : West Film
- Pays de production :  Italie -  France
- Langue originale : italien
- Format : couleur - Son mono - 35 mm
- Durée : 94 minutes[4]
- Genre : comédie à l'italienne, drame[3]
- Dates de sortie :
  - Italie : 2 janvier 1971
  - France : 5 juillet 1972[3]
- Classification :
  - Italie : Interdit aux moins de 18 ans

## Distribution
- Giovanna Ralli : Oslavia
- Giancarlo Giannini : Walter
- Jean-Marc Bory : François Coly
- Gina Mascetti : La mère d'Oslavia
- Roberto Chevalier : Le jeune handicapé
- Denise Bataille
- Paolo Bonacelli
- Giorgio Dolfin
- Massimiliana Ferretto
- Rate Furlan
- Salvatore Lago
- Antonio La Raina
- Ezio Marano
- Pietro Zardini